# Cárnia

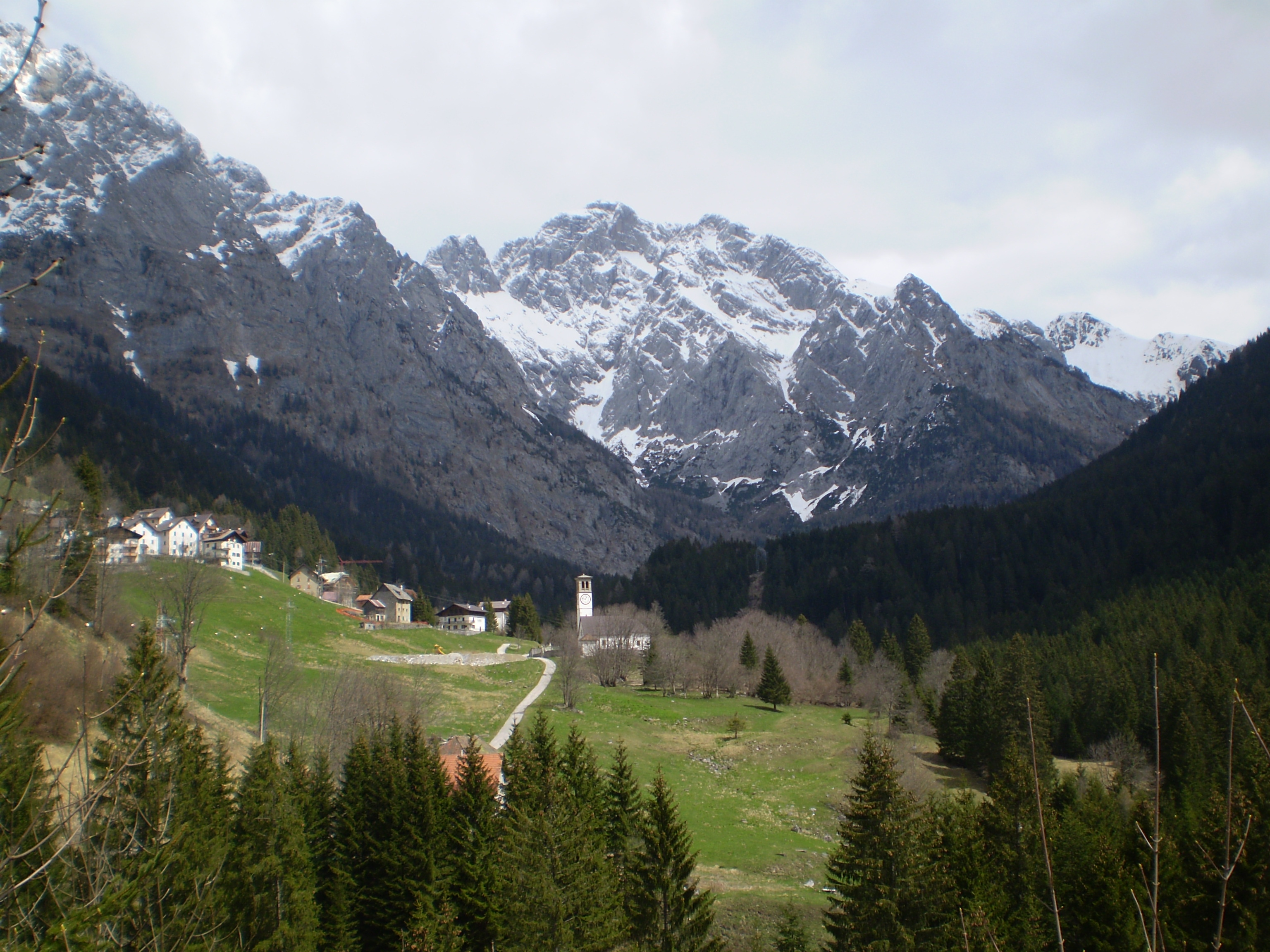
Collina, Forni Avoltri, Cárnia

Cárnia (friulano Cjargne, Cjargna ou Cjargno; em alemão Karnien) é uma zona histórico-geográfica na região italiana do Friul, parte região administrativa do Friul-Veneza Júlia.
Estende-se pela parte ocidental e central dos Alpes Cárnicos na província de Údine e faz fronteira com o Vêneto e com o estado austríaco da Caríntia, mas não com a Eslovénia. A principal cidade é Tolmezzo.
O italiano é a língua oficial. Não obstante, o friulano, uma língua retorromânica, é amplamente utilizada. O dialeto austrobávaro do idioma alemão também se usa isoladamente em Sauris, Paluzza-Timau e Sappada.